# Scorpiops phatoensis
Espèce
Scorpiops phatoensis est une espèce de scorpions de la famille des Scorpiopidae.

## Distribution
Cette espèce est endémique de la province de Chumphon en Thaïlande. Elle se rencontre vers Phato.

## Description
Le mâle holotype mesure 28,70 mm et la femelle paratype 29,65 mm.

## Étymologie
Son nom d'espèce, composé de phato et du suffixe latin -ensis, « qui vit dans, qui habite », lui a été donné en référence au lieu de sa découverte, Phato.

## Publication originale
- Kovařík, Lowe, Stockmann & Šťáhlavský, 2020 : « Revision of genus-group taxa in the family Scorpiopidae Kraepelin, 1905, with description of 15 new species (Arachnida: Scorpiones). » Euscorpius, no 325, p. 1-140 (texte intégral).